# Григорьева, Алла Ивановна
А́лла Ива́новна Григо́рьева (род. 1 ноября 1971, Петрозаводск, СССР) — советская и российская футболистка, защитник.
Футбол был выбран спонтанно. В 18 лет пришла в «Буревестник» — женскую футбольную команду в Петрозаводске. Потом произошло объединение «Буревестника» с командой из Питкяранты — «Штурмом».
С 2013 года стала тренером в спортшколе в Петрозаводске. До этого работала оператором на телеканалах «Ника+» и ГТРК «Карелия».

## Достижения
- Вице-чемпион России: 1996
- Обладатель кубка России: 1996